# Quận Jefferson, Oregon
Quận Jefferson là một quận nằm trong tiểu bang Oregon. Năm 2000, dân số là 19.009. Tên của nó được đặt theo tên của Núi Jefferson. Quận lỵ của quận là Madras

## Địa lý
Theo Cục Điều tra Dân số Hoa Kỳ, quận có tổng diện tích là 4.639 km² (1.791 mi²).  Trong đó có 4.612 km² (1.781 mi²) là đất và 27 km² (10 mi²) hay 0,58% là nước.

### Các quận giáp ranh
- Quận Wheeler, Oregon - (đông)
- Quận Crook, Oregon - (nam)
- Quận Deschutes, Oregon - (nam)
- Quận Linn, Oregon - (tây)
- Quận Marion, Oregon - (tây bắc)
- Quận Wasco, Oregon - (bắc)

## Lịch sử
Quận Jefferson được lập ngày 12 tháng 12 năm 1914 từ một phần của Quận Crook. Quận nhờ vào đường sắt được hoàn thành năm 1911 và nối Madras với Sông Columbia để phát triển và thịnh vượng dựa vào nông nghiệp. Quận cũng nhờ vào việc phát triển nhiều dự án thủy lợi cuối thập niên 1930. Đường sắt hoàn thành mặc dù có sự hiềm kích và xung đột thường xuyên của hai đường sắt nằm ở hai bờ đối diện trên Sông Deschutes.
Madras được tổ chức thành thành phố năm 1911, và trở thành quận lỵ từ khi tổng tuyển cử năm 1916. Quận lỵ tạm thời đầu tiên là Culver.
Sự phát triển nhanh trong Quận Deschutes, Oregon lân cận trong thập niên 1990 đã khiến các nông gia tại Quận Jefferson lo ngại rằng họ có thể bị treo giá cao để bán đất trồng trọt của họ để thành lập các khu nghỉ ngơi vui chơi, sân đánh golf, và nhiều hoạt động giải trí khác.

## Các cộng đồng

### Các thành phố hợp nhất
- Culver
- Madras
- Metolius

### Các cộng đồng chưa hợp nhấtvà nhữngnơi ấn định cho điều tra dân số
- Ashwood
- Camp Sherman
- Warm Springs